# Zaborol, Luțk
Zaborol (în ucraineană Забороль) este localitatea de reședință a comunei Zaborol din raionul Luțk, regiunea Volînia, Ucraina.

## Demografie
Componența lingvistică a localității Zaborol
     Ucraineană (98,81%)
     Rusă (1,11%)
Conform recensământului din 2001, majoritatea populației localității Zaborol era vorbitoare de ucraineană (98,81%), existând în minoritate și vorbitori de rusă (1,11%).